# Diamante Jacob
El diamante Jacob, también conocido como Imperial o diamante Victoria, es una gema incolora procedente de la India (de las minas de Golconda) clasificado como el quinto diamante pulido más grande del mundo. El último Nizam del Estado de Hyderabad (1724-1948), Asaf Jah VII, encontró el diamante en un zapato de su padre (Mahboob Ali Khan) en el Palacio de Chowmahalla, y lo usó como pisapapeles durante mucho tiempo. Fue adquirido por el gobierno de la India por un valor estimado de 13 millones de dólares estadounidenses en 1995. Está tallado en forma de cojín rectangular con 58 facetas, y mide 39,5 mm de largo, 29,25 mm de ancho y 22,5 mm de profundidad. El diamante pesa 184,75 quilates (36,90 g). Actualmente, se conserva en las bóvedas Banco de la Reserva de la India en Bombay. Como parte de la exposición de la Joyería de los Nizams en 2001 y 2007, el diamante Jacob fue una de las principales atracciones en el Museo Salar Jung de Hyderabad.
A diferencia del famoso Koh-i-Noor, el Diamante Jacob solo ha cambiado de manos dos veces en su historia y no se ha relacionado con la violencia.

## Historia
Antes de ser enviado a Europa para ser tallado, se cree que el diamante en bruto pesaba más de 400 quilates (80,0 g).
Fue puesto a la venta en 1891 por Alexander Malcolm Jacob, de ahí su nombre. Se lo ofreció a Mahbub Ali Khan (el sexto nizam de Hyderabad). Inicialmente, el nizam no mostró mucho interés en el diamante y ofreció tan solo 40 lakhs (4 millones de rupias) por él. Se le pidió que hiciera un depósito de buena fe para llevar a cabo la transacción. A los talladores de joyas europeos no les gustó esta oferta, pero se vieron obligados a recurrir a los tribunales al perder el rastro del depósito del nizam. Finalmente, el nizam obtuvo el diamante por casi la mitad de su oferta original, 23 lakhs (2,2 millones de rupias, aproximadamente 50.000 dólares estadounidenses al cambio de 2005) tras la resolución del caso. Desilusionado por el proceso y considerando que el diamante traía mala suerte, el nizam lo envolvió en una tela y lo escondió.
Varios años después de la muerte de su padre, el último nizam, Asaf Jah VII, encontró el diamante Jacob guardado en la punta de un zapato de su padre en el Palacio de Chowmahalla, y él mismo lo usó como pisapapeles durante mucho tiempo hasta que se descubrió su verdadero valor. Posteriormente, la familia quiso vender el Jacob entre otras joyas, pero el Gobierno de la India bloqueó la venta, alegando que las joyas eran un tesoro nacional que no podía venderse a extranjeros.
Tras un largo litigio, el diamante fue adquirido por el Gobierno de la India al fideicomiso del nizam por un valor estimado de 13 millones de dólares estadounidenses en 1995, junto con otras Joyas de los Nizams de Hyderabad, y se conserva en la bóveda del Banco de la Reserva de la India en Bombay. El diamante Jacob, junto con las joyas de Nizam, fue entregado por sus descendientes, entre ellos Himayat Ali Mirza y Mukarram Jah.
Expuesto como parte de la exposición de la Joyería de los Nizams en 2001 y 2007, el diamante Jacob fue una de las principales atracciones del Museo Salar Jung de Hyderabad.